# Débora Rodrigues
Débora Rodrigues (Bela Vista do Paraíso, 23 de maio de 1968) é uma socialite, piloto de caminhões, ex-apresentadora e empresária brasileira, que atualmente corre pela Fórmula Truck.
Ex-militante do Movimento dos Trabalhadores Rurais Sem Terra (MST), saiu da pobreza após ser convidada a posar para a revista Playboy, fato que a projetou na mídia e, consequentemente, foi contratada pelo Sistema Brasileiro de Televisão (SBT) para compor o elenco do programa Fantasia, e posteriormente, fê-la ser convidada para o reality Mulheres ricas.

## Trajetória
Filha de caminhoneiro, Débora aprendeu a conduzir caminhões aos doze anos. Antes de aparecer na mídia, ela trabalhou como babá, frentista, motorista de ônibus de boias-frias e de caminhão, recepcionista e secretária.
Com 1,71 metro de altura, a paranaense ganhou notoriedade em 1997, depois de uma entrevista coletiva do MST. A imprensa da época a considerou musa do movimento, e em outubro do mesmo ano ela estampou a capa da Playboy (edição 267). O estrelato na revista lhe trouxe fama e emprego como apresentadora.
Na época em que posou nua com sua irmã, Débora participou do último capitulo da telenovela A Indomada, da Rede Globo, época em que ainda morava em Teodoro Sampaio, interior de São Paulo, onde fazia parte de um acampamento do MST. Depois mudou-se para São Paulo, onde se tornou uma das apresentadoras do programa Fantasia, do SBT, em sua primeira fase, em 1997. Também foi por anos repórter do programa Siga Bem Caminhoneiro, na mesma emissora.
Entrou no automobilismo em 1998, após fazer uma matéria sobre a modalidade, com o apresentador Otávio Mesquita, para o programa Domingo Legal do SBT.
A piloto participou do reality show Mulheres Ricas, da Band, mostrando seu estilo de vida e seu cotidiano. A socialite-piloto se autodenominava «a mais simples das milionárias», pois gastava menos e era mais pé-no-chão que as colegas.[carece de fontes?]

## Vida pessoal
Débora Rodrigues tem três filhos: Jacqueline, João Paulo e Renato, apenas este de seu casamento com Renato Martins, que também é piloto de Fórmula Truck. É avó de duas meninas e um menino.